# TBS 저녁종합뉴스
《TBS 저녁종합뉴스》는 TBS FM에서 방송되었던 저녁종합뉴스 프로그램이다. 평일 저녁 6시에 방송된다.

## 앵커
- TBS 아나운서

## 동시 시간대 뉴스 프로그램
- CBS 저녁종합뉴스 (CBS 표준FM)
- 경인방송 경기뉴스 (경인방송)

| TBS FM 평일 프로그램     |                          |                        |
| 이전                     | TBS 저녁종합뉴스         | 다음                   |
| TBS 게시판               | TBS 저녁종합뉴스         | 명랑시사 이승원입니다  |
| 오후 5시 55분 ~ 저녁 6시 | 저녁 6시 ~ 저녁 6시 11분 | 저녁 6시 11분 ~ 밤 8시 |
|                          |                          |                        |